# Wipeout 3
Wipeout 3 — футуристическая гоночная видеоигра, разработанная Psygnosis эксклюзивно для игровой системы PlayStation, четвёртая игра в серии Wipeout. Игра была выпущена в Европе и Северной Америке в сентябре 1999 года. Игроки управляют антигравитационными кораблями и применяют оружие для выведения конкурентов из гонки.
Для создания лаконичной цветовой схемы, дизайна внутриигровых меню и гоночных трасс Psygnosis наняла студию The Designers Republic. Целью было создание «правдоподобного будущего», по словам сотрудника Psygnosis. Саундтрек игры состоит из электронных композиций, отобранных диджеем Сашей, включая треки от групп Orbital и The Chemical Brothers. В августе 2000 года в Европе вышло переиздание под названием Wipeout 3: Special Edition с дополнительными трассами и контентом.
Игра получила положительные отзывы критиков, которые высоко оценили графику, музыку и минималистичный дизайн. Главными недостатками были названы высокая сложность и недостаток нового контента, трасс и игровых функций. Wipeout 3 стала последней игрой серии на PlayStation; следующая часть, Wipeout Fusion, вышла только на PlayStation 2 в 2002 году.

## Игровой процесс

Скриншот игрового процесса Wipeout 3

Wipeout 3 — компьютерная игра в жанре футуристических гонок. Игровой процесс основан на управлении антигравитационными кораблями на различных трассах. Всего доступно восемь основных и четыре скрытых трассы-прототипа. Корабли оснащены энергетическими щитами для защиты от повреждений. При полном истощении щита корабль выбывает из гонки. Пополнение энергии щита осуществляется в специальной зоне пит-стопа.
Помимо щитов, корабли имеют воздушные тормоза для маневрирования и режим «Гипертяги» (англ. Hyperthrust) для кратковременного увеличения скорости. Использование «Гипертяги» расходует энергию щита. На трассах расположены участки с оружием и бонусами. В Wipeout 3 добавлены новые виды оружия в дополнение к пяти из предыдущих игр серии. Игроки могут использовать ракеты, мины или защитные предметы.
В режиме одиночной гонки медали присуждаются трём лучшим участникам. Гонщики обязаны достигать контрольных точек на трассе в установленное время, иначе они выбывают из соревнования. Последовательное получение золотых медалей открывает доступ к новым трассам и кораблям. Wipeout 3 также содержит несколько дополнительных игровых режимов, включая прохождение трасс на время. В режиме «Уничтожитель» (англ. Eliminator) игроки набирают очки за уничтожение соперников и завершение кругов. «Турнирный» (англ. Tournament) режим представляет собой серию гонок на различных трассах, где очки начисляются за занятое в каждой гонке место. Реализована возможность игры вдвоём с разделением экрана.

## Разработка
При разработке очередной части серии Wipeout компания Psygnosis привлекла многих создателей оригинальной игры для сохранения узнаваемого стиля гонок из предыдущих игр серии. При этом особое внимание уделялось повышению доступности игры для новых игроков: начальные трассы были упрощены, а сложность постепенно возрастала на более поздних этапах, чтобы удовлетворить опытных игроков. Wipeout 3 стала первой в серии, поддерживающей аналоговые стики контроллеров PlayStation, что обеспечило более точное управление кораблём. Для работы над визуальным оформлением Psygnosis пригласила студию The Designers Republic, известную дизайном обложек техно-альбомов. Студия создала иконки, рекламные щиты, цветовые схемы и уникальные шрифты. При разработке футуристических трасс команда стремилась к правдоподобию. По словам ведущей художницы Никки Уэсткотт, целью было создание реалистичного образа будущего без чрезмерной фантастичности, с акцентом на сдержанность и утончённость дизайна.
14 июля 2000 года в Европе вышло специальное издание Wipeout 3. Оно включало ряд изменений в игровом процессе, в том числе обновлённую физику кораблей, автозагрузку сохранений и исправления ошибок в искусственном интеллекте противников. Издание дополнили восемь трасс из предыдущих игр серии (три из Wipeout и пять из Wipeout 2097), а также два скрытых прототипа трасс, ранее доступных только в японской версии Wipeout 3. Специальное издание позволяло играть вчетвером с использованием двух телевизоров и двух систем PlayStation. Wipeout 3 стала последней игрой серии для PlayStation. Следующая часть, Wipeout Fusion, вышла в 2002 году эксклюзивно для PlayStation 2. Она представила новые трассы, корабли и оружие, а также улучшенный искусственный интеллект.

### Музыка
Продолжая традицию, заложенную первой игрой серии, Wipeout 3 включает музыку в жанре электроники от различных исполнителей, среди которых The Chemical Brothers, Orbital и Propellerheads. Менеджер разработки Psygnosis Энда Кэри уделил особое внимание подбору музыки на раннем этапе создания игры, а не в качестве дополнения в последний момент. В отличие от предыдущих частей, Psygnosis назначила музыкального директора на весь проект, диджея Сашу, который работал с музыкантами над созданием целостного звукового оформления. Саша включил в саундтрек несколько собственных треков, созданных специально для игры. Диск Wipeout 3 выполнен в формате Mixed Mode CD, что позволяет воспроизводить саундтрек на обычных CD-проигрывателях. Для продвижения Wipeout 3 и её саундтрека Psygnosis выступила спонсором мирового турне Саши Global Underground. На вечеринках и в клубах были размещены игровые стенды с Wipeout 3, сопровождаемые специальной маркетинговой кампанией.

## Оценки
| Сводный рейтинг           | Сводный рейтинг |
| Агрегатор                 | Оценка          |
| ------------------------- | --------------- |
| GameRankings              | 87,17 %         |
| Metacritic                | 89/100          |
| Иноязычные издания        |                 |
| Издание                   | Оценка          |
| Edge                      | 7 из 10         |
| EGM                       | 7.375 из 10     |
| Famitsu                   | 30/40           |
| GameFan                   | (T.R.) 98% 82%  |
| Game Informer             | 7.75/10         |
| GameRevolution            | B+              |
| GameSpot                  | 8,3 из 10       |
| IGN                       | 9,1 из 10       |
| Next Generation           | 3 из 5          |
| OPM                       | 4 из 5          |
| The Sydney Morning Herald | 5 из 5          |
| GameCenter                | 9 из 10         |
| Русскоязычные издания     |                 |
| Издание                   | Оценка          |
| OPM Russia                | 7,5 из 10       |

Wipeout 3 получила положительные отзывы критиков. На агрегаторе Game Rankings игра имеет средний балл 87 из 100, а на Metacritic — метаоценку 89. В Японии издание Famitsu оценило игру в 30 баллов из 40. Журнал GamePro назвал Wipeout 3 «безусловно лучшей футуристической гоночной игрой на PlayStation», отметив высокую частоту кадров, плавную графику и впечатляющий саундтрек. По мнению издания, игра стала обязательной для всех любителей быстрых и захватывающих гонок.
Рецензенты, поставившие Wipeout 3 более низкие оценки, выразили разочарование отсутствием существенных инноваций в серии. Стюарт Майлз из The Times, признавая достоинства игры, отметил, что ожидал большего от сиквела: «Складывается впечатление, что разработчики уделили больше внимания общему виду и атмосфере, чем развитию существующего геймплея». Алистер Уоллес из Gamasutra, анализируя Wipeout 2097, вспоминал: «Мне понравилась [Wipeout 3], потому что это было продолжение того, что я любил, но, кажется, серия исчерпала свой инновационный потенциал. Возможность выполнять мёртвые петли не является чем-то революционным». Джо Филдер из GameSpot заключил в своём обзоре, что игра является отличным гоночным симулятором, но не смогла превзойти Wipeout 2097 в качестве лучшей футуристической гоночной игры всех времён.
Динамичный игровой процесс и графика были отмечены как сильные стороны игры. Джек Шофилд из The Guardian был удивлён уровнем детализации, заявив, что «графика лучше, чем можно было ожидать от [PlayStation]». Scary Larry из GamePro и Балдрик из GameRevolution высоко оценили новые игровые элементы, особенно новое оружие и возможность соревноваться с друзьями в режиме разделённого экрана. Стиль The Designers Republic хвалили за то, что он помог сделать гоночные локации более реалистичными, хотя Дэвид Голдфарб из журнала International Design отметил, что «визуальный стиль на стыке техно и японского поп-арта» был лучше реализован в предыдущих частях серии. Саундтрек и звуковые эффекты Wipeout 3 также получили высокую оценку. При этом критик журнала Official Playstation Magazine Russia раскритиковал саундтрек, посчитав его неудачным по сравнению с предыдущими играми серии.
Рецензенты сочли кривую обучения в Wipeout 3 слишком крутой и бескомпромиссной. Дэвид Кантер из The San Diego Union-Tribune назвал прогрессию сложности «абсурдной», отметив, что в турнирном режиме игра быстро переходит от лёгкой до очень сложной. Несмотря на то, что управление аналоговым стиком было положительно оценено, Scary Larry отметил, что для правильного управления требуется значительное терпение и практика. Джефф Ландриган из NextGen прокомментировал: «Игра не ужасна, но для серии, известной своим уровнем качества, это серьёзная ошибка».
По мнению IGN, Wipeout 3 стала самой доступной игрой в серии. В 2007 году этот же портал присвоил ей 92-е место в рейтинге лучших игр. Журнал Retro Gamer в 2021 году включил Special Edition в число лучших гоночных игр для PlayStation. Однако, несмотря на преимущественно положительные отзывы критиков, Wipeout 3 не достигла коммерческого успеха.